# ヴィンソン案
ヴィンソン案（ヴィンソンあん）は、アメリカ海軍の建艦計画。建造予算成立を推進したアメリカ合衆国下院議員のカール・ヴィンソンの名前からこう呼ばれる。三度にわたり提出され、アメリカ海軍の軍備拡張に大いに貢献した。

## 第一次ヴィンソン案
軍縮条約下での建艦計画。1934年のヴィンソン・トランメル法によって予算成立。条約に規定された保有量を満たすための計画。
第一次ヴィンソン案で計画された艦
- 航空母艦「ワスプ」
- 軽巡洋艦2隻
- 駆逐艦14隻
- 潜水艦6隻

## 第二次ヴィンソン案
事実上の無条約期になってから最初の計画。1938年の海軍拡張法によって予算成立。海軍力25％増強を図る。
第二次ヴィンソン案で計画された艦
- サウスダコタ級戦艦3隻
- エセックス級航空母艦1隻 ： エセックス
- 巡洋艦
- 駆逐艦
- 潜水艦

## 第三次ヴィンソン案
大日本帝国海軍の④計画に対応して策定。1940年の海軍拡張法によって海軍力25％増強を図るが、査定により11％増強にて成立。同年、ナチス・ドイツのパリ占領を受けて成立したスターク案（同70％増強）と合わせて二大洋海軍の実現に貢献。
第三次ヴィンソン案で計画された艦
- アイオワ級戦艦2隻
- エセックス級航空母艦3隻
- 巡洋艦
- 駆逐艦
- 潜水艦